# Julia Boserup
Julia Boserup (ur. 9 września 1991 w Santa Monica) – amerykańska tenisistka.

## Kariera tenisowa
Karierę tenisową rozpoczęła w styczniu 2006 roku. Wystąpiła wtedy z dziką kartą w kwalifikacjach gry pojedynczej do turnieju rangi ITF w Tampie na Florydzie, ale nie przedostała się do turnieju głównego, przegrywając decydujący o awansie mecz w trzeciej rundzie. Zagrała tam również w turnieju głównym gry podwójnej (też dzięki dzikiej karcie), ale odpadła w pierwszej rundzie. W latach 2007–2008 kontynuowała grę w rozgrywkach ITF, a jej największymi osiągnięciami z tego okresu był półfinał deblowy (w parze z Alison Riske) i trzy drugie rundy w singlu.
W 2009 roku trzykrotnie brała udział w kwalifikacjach do turniejów cyklu WTA, lecz za każdym razem odpadała w pierwszej rundzie. W sierpniu 2010 roku zagrała z dziką kartą w kwalifikacjach do wielkoszlemowego US Open, w których wygrała w pierwszej rundzie z Andreą Hlaváčkovą i przegrała w drugiej z Lourdes Domínguez Lino. W 2011 roku ponownie zagrała w tych kwalifikacjach, ale tym razem odpadła już w pierwszej rundzie, przegrywając z Elicą Kostową z Bułgarii. W 2012 roku wzięła udział w kwalifikacjach do Australian Open, w których dotarła do trzeciej rundy, pokonując w dwóch pierwszych Viktoriję Raicic i Kristinę Mladenovic.
Na swoim koncie ma wygrane trzy turnieje singlowe i jeden deblowy rangi ITF.
W lutym 2012 roku osiągnęła po raz pierwszy drugą setkę światowego rankingu WTA, pięć lat później zadebiutowała w czołowej setce rankingu.

## Wygrane turnieje rangi ITF
| turnieje z pulą nagród 100 000 $ |
| turnieje z pulą nagród 75 000 $  |
| turnieje z pulą nagród 50 000 $  |
| turnieje z pulą nagród 25 000 $  |
| turnieje z pulą nagród 15 000 $  |
| turnieje z pulą nagród 10 000 $  |

### Gra pojedyncza
|    | Data       | Turniej         | Kat. | ($)    | Naw.   | Finalistka        | Wynik         |
| 1. | 18/09/2011 | Redding         | ITF  | 25 000 | twarda | Olga Puczkowa     | 6:4, 2:6, 6:3 |
| 2. | 05/02/2012 | Rancho Santa Fe | ITF  | 25 000 | twarda | Lauren Davis      | 6:0, 6:3      |
| 3. | 17/05/2015 | Raleigh         | ITF  | 25 000 | ziemna | Samantha Crawford | 6:3, 6:2      |